# 纺织会馆博物馆
纺织会馆19世纪波兰艺术馆（波蘭語：Galeria Sztuki Polskiej XIX wieku w Sukiennicach）是克拉科夫国家博物馆的一个分馆，位于波兰克拉科夫老城中央集市广场中心文艺复兴风格的纺织会馆的上层。。
艺术馆的四个大厅里，开设19世纪波兰绘画和雕塑的最大永久展览。博物馆的大部分藏品来自收藏家、艺术家及其家人的礼物。

## 收藏历史

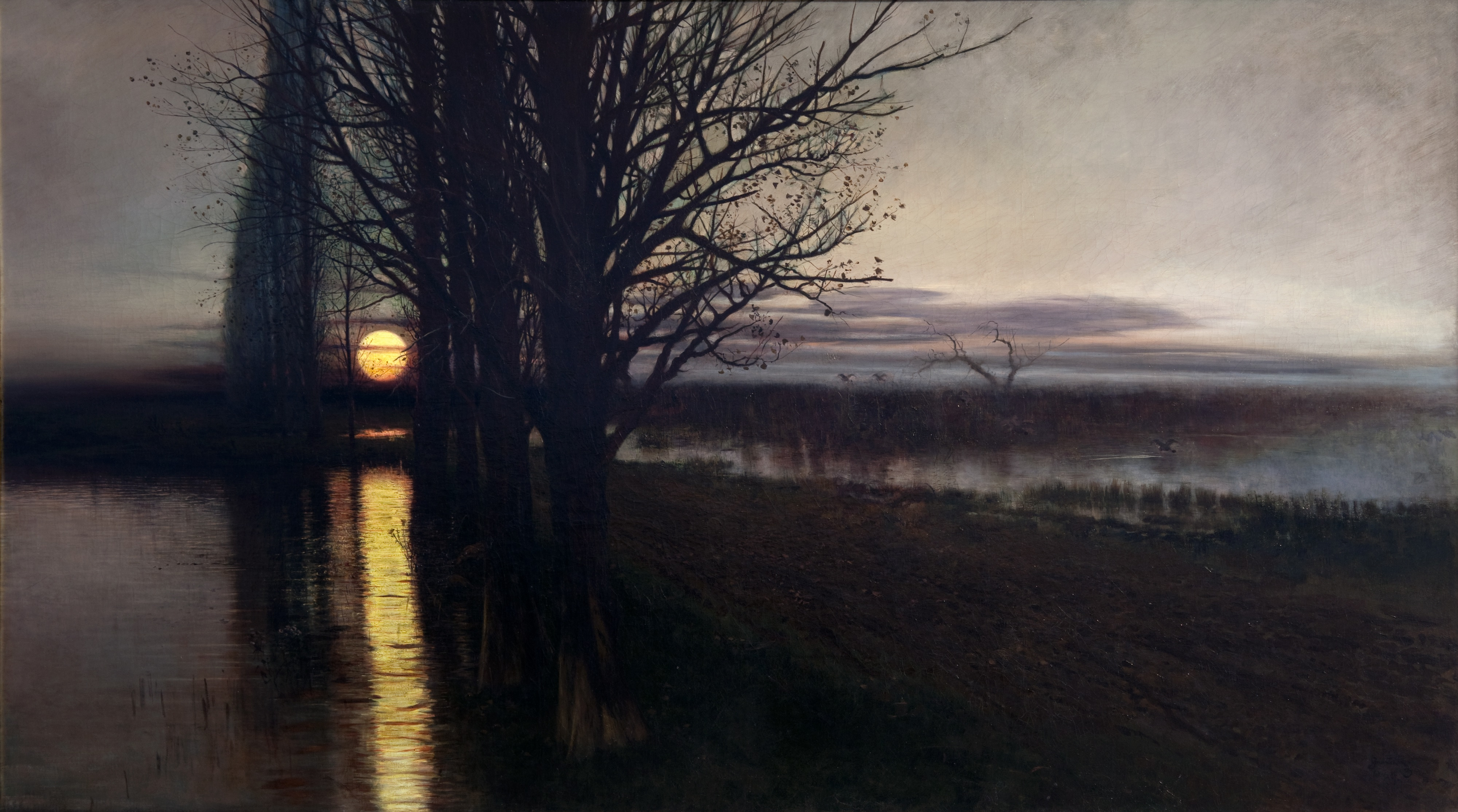
《月色》，斯坦尼斯瓦夫·马斯沃夫斯基, 1884

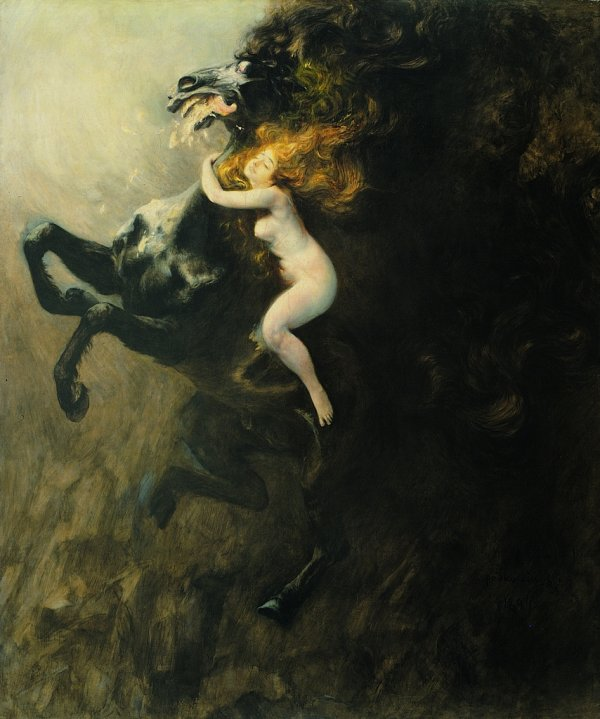
《狂喜》 ，瓦迪斯瓦夫·波德科溫斯基, 1894

1879年10月7日，克拉科夫国家博物馆成立，对纺织会馆进行了为期两年的翻新。1879年10月3日，在一次仪式舞会上，宣布艺术家亨利克·希米拉德斯基将他的画作《尼禄的火炬》（Pochodnie Nerona）作为礼物赠送给克拉科夫。新博物馆推选美术学院院长弗拉迪斯拉夫·普修切维奇为第一任馆长。从开业那一刻起，该馆就成为主要的文化场所。在瓜分波兰时期，收藏品迅速增长，当地绅士以及艺术家们自发的捐赠源源不断地涌入。。
到20世纪30年代末，收藏品达到近30万件。主要捐赠者名单呈指数级增长，其中包括许多贵族家庭在内。1920年，博物馆获得一位收藏家费利克斯·曼格哈·贾西恩斯基捐献的15000多件物品。 目前的克拉科夫国家博物馆新主楼位于马贾街3号（Maja），始建于1934年。从古代到现代的所有藏品都搬到了那里。
2006年10月至2009年，艺术馆因进行重大翻新而对游客关闭；大部分藏品移到涅波沃米采城堡进行临时展出。艺术馆于2010年重新开业，配备了新的技术设备、储藏室、服务空间，并改进了展览的主题布局，为波兰艺术提供了更广阔的视野。

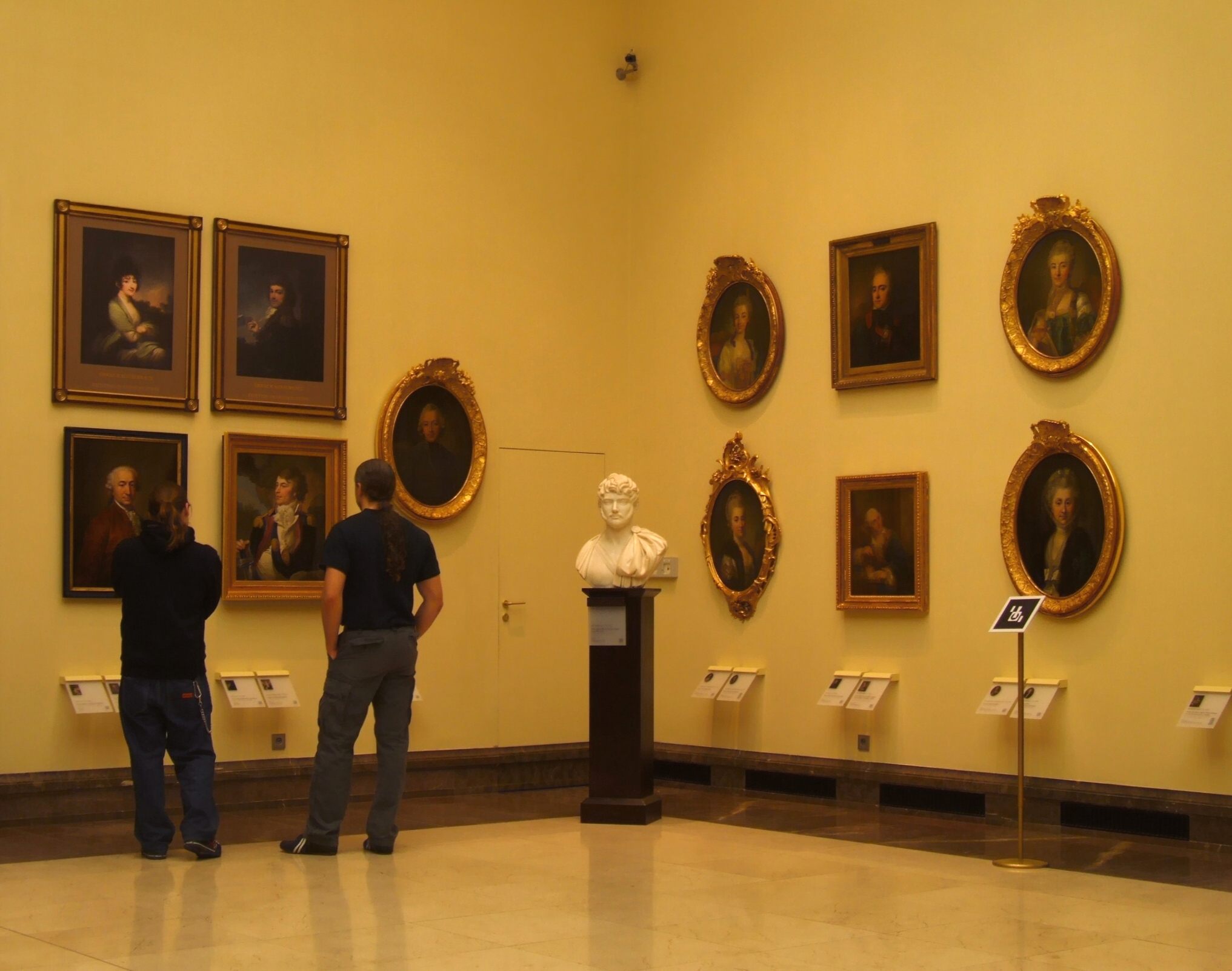
巴夏雷利厅
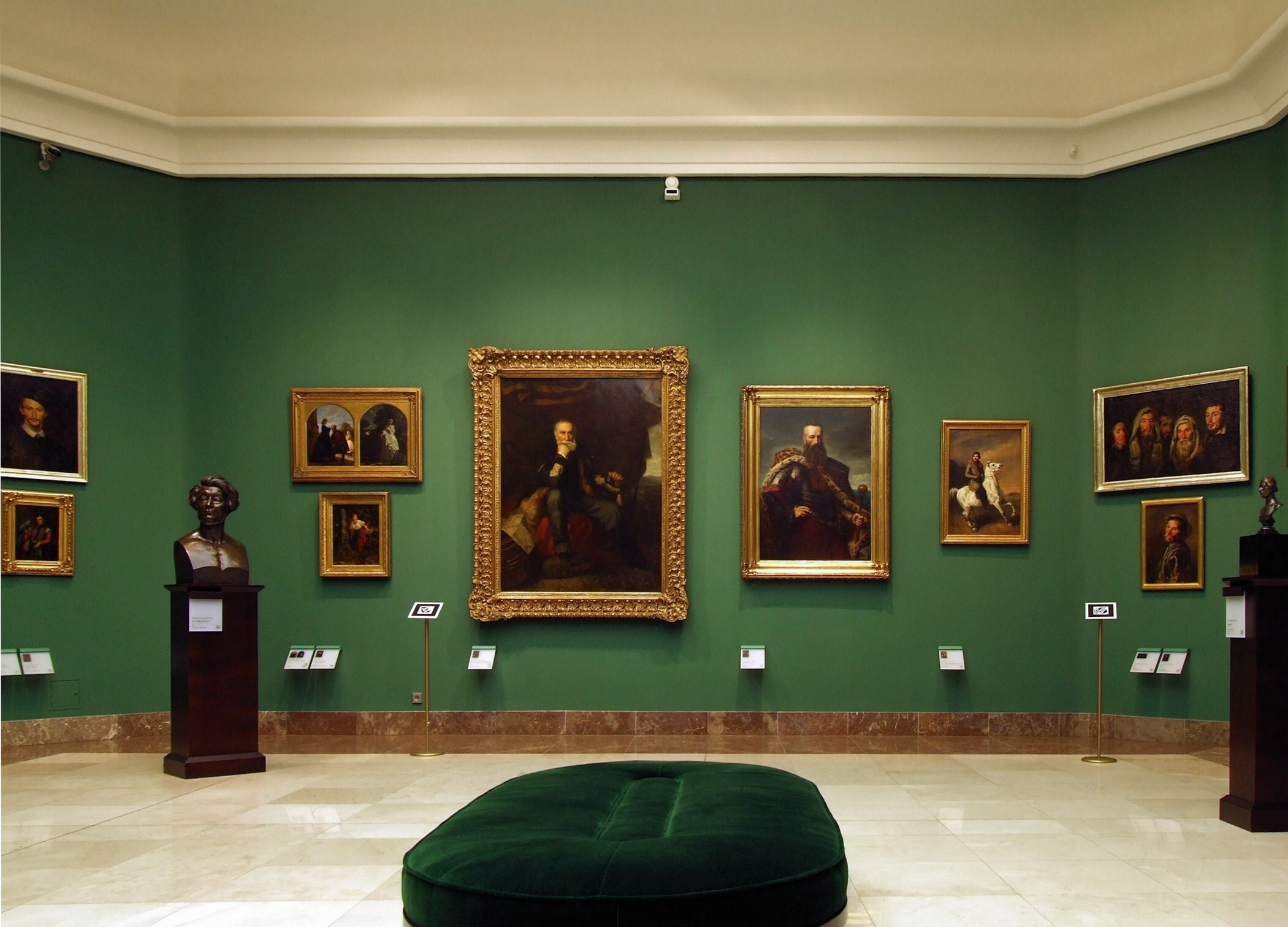
米哈沃夫斯基厅
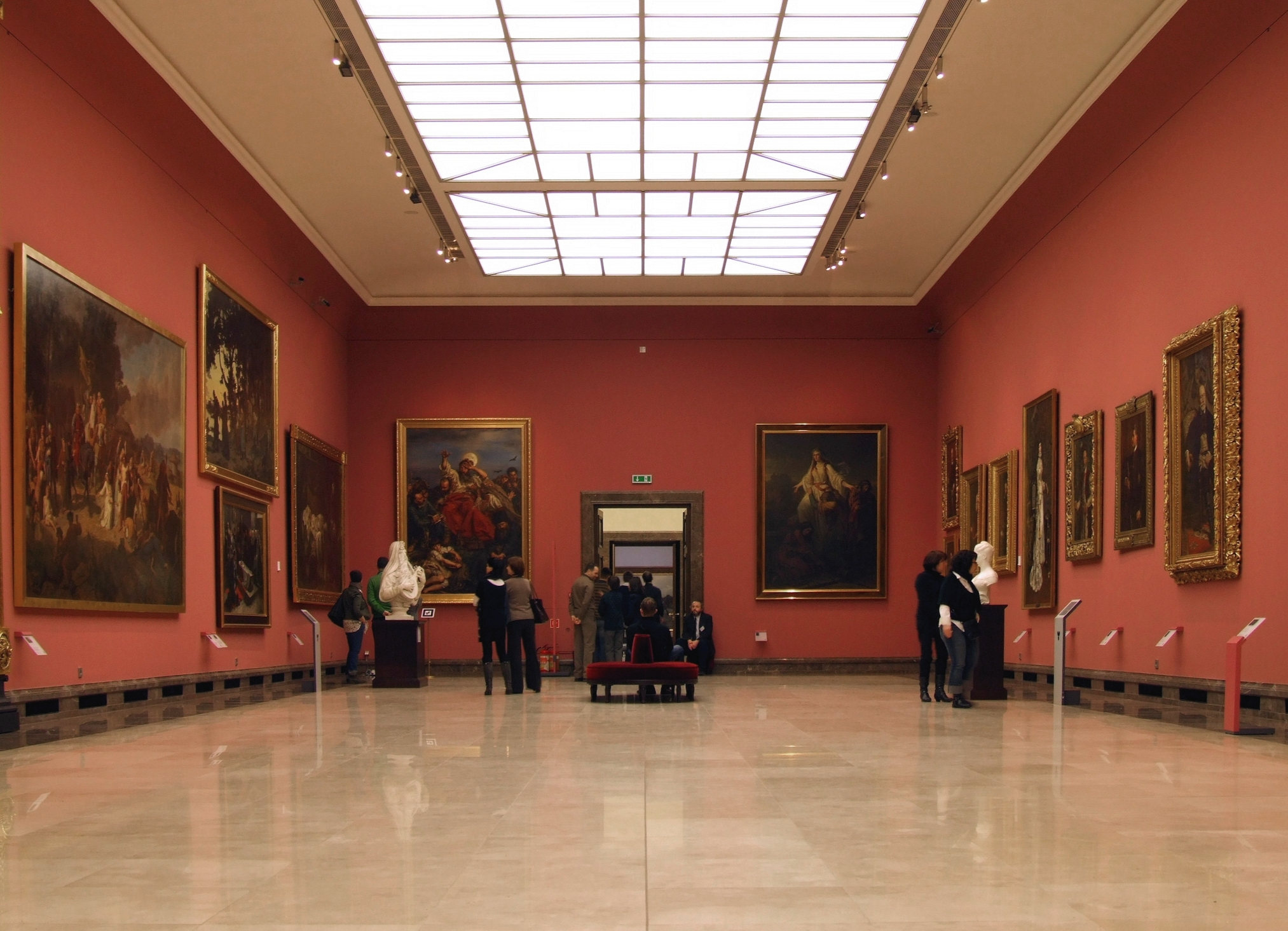
希米拉德斯基厅
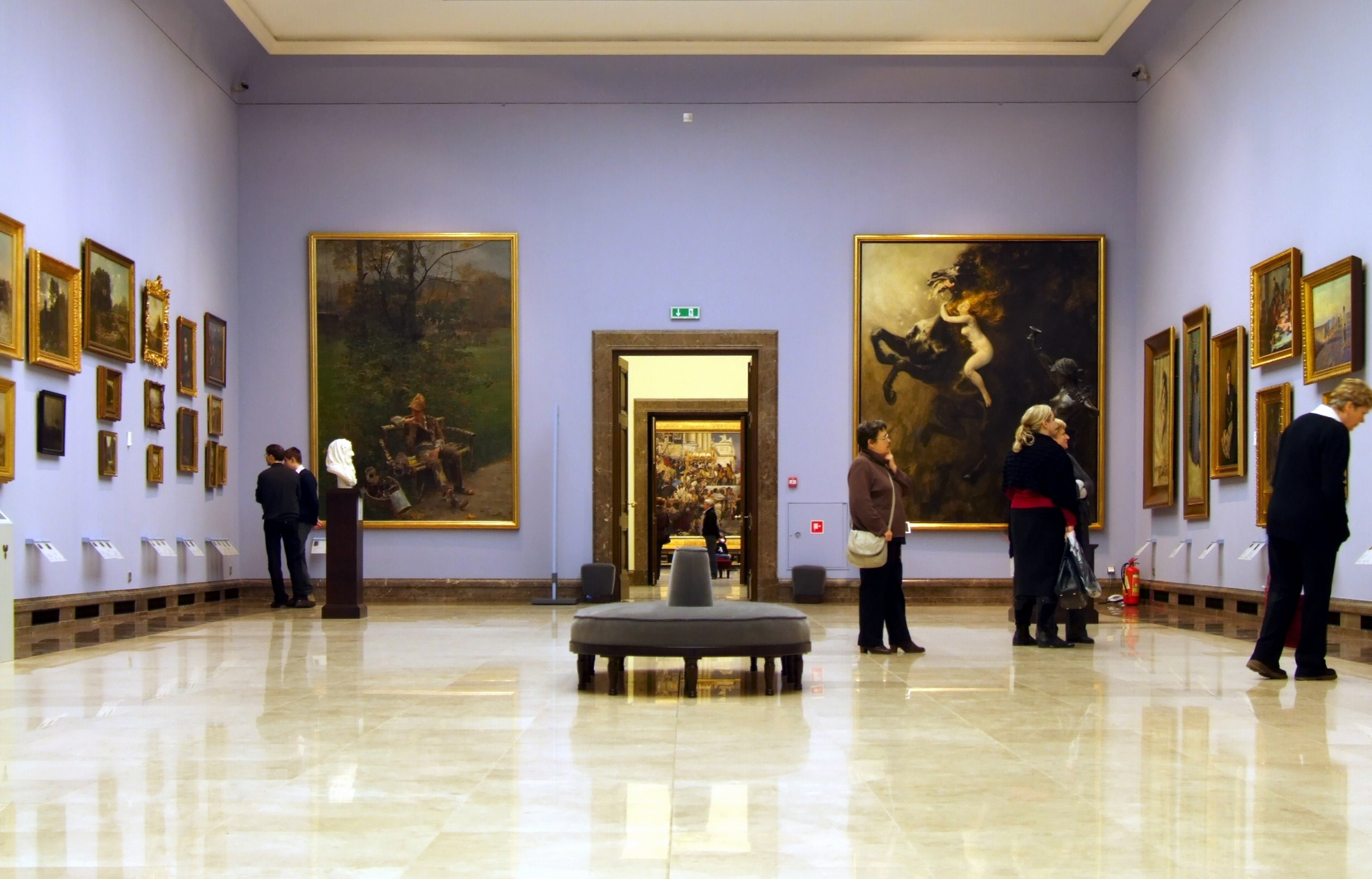
切蒙斯基厅